# HeartsRevolution
HEARTSREVOLUTION — музыкальная группа из Нью-Йорка. Была охарактеризована журналом NME как «образец современной поп-группы.»
В состав входят Бен Полок и Лейла «Ло» Сафай, а также, принимающий участие в живых выступлениях, барабанщик Терри «Принц Терранс» Кэмпбел, который играл с пост-хардкор группами Christiansen и Your Highness Electric, а также с певицей Сантиголд и Spank Rock.
В 2008 году HEARTSREVOLUTION заняли 36 место в списке «Future 50» журнала NME и были названы «новаторами, продвигающими музыку на новый уровень».
Группа известна тем, что для своих концертов выбирает необычные виды транспорта. Например, для тура по Великобритании в апреле 2008 года, они арендовали фургончик с мороженым.
HEARTSREVOLUTION выпустили 12" сингл под названием «Ultraviolence», 6" сплит «Switchblade» с известной канадской группой Crystal Castles, а также 12" мини-альбом «C.Y.O.A.». Их песня «Dance Till Dawn» была использована в телесериале Сплетница. Сейчас, группа работает над дебютным альбомом «Ride or Die», содержащим 13 треков, под каждый из которых, планируется видеоклип.
В 2013 году, HEARTSREVOLUTION объявили о своих планах на мировое турне вместе группой Diesel:U:Music, и альтернативной инди-металл группой Terror Pigeon Dance Revolt.

## Дискография

### Альбомы
- Ride or Die (2014)

### Синглы
- «Ultraviolence» (2008)

### Мини-альбомы
- CYOA! (2007)
- Switchblade EP (2008)
- Hearts Japan EP (2009)
- Ride or Die EP (2013)

### Микстейпы
- Are We Having Fun Yet? (2011)
- Revolution Rising (2013)[4]